# Mirjam Schreur
Mirjam Schreur  (Geleen, 1972) is een Nederlandse mezzosopraan.

## Opleiding
Mirjam Schreur behaalde in juni 2000 haar diploma’s Uitvoerend Musicus Solozang en Muziekdrama aan het Conservatorium Maastricht bij Barbara Schlick. Sindsdien wordt ze gecoacht door de bekende mezzosopraan Jard van Nes. Met Roberta Alexander werkte ze aan rollen uit opera’s van Mozart. Ze volgde Lied-masterclasses bij Rudolf Piernay, Maureen Lehane, Semjon Skigin en Jard van Nes / Ulrich Eisenlohr. Aan de ‘Musikhochschule Köln’ volgde ze het oudemuziek-seminarie: ‘Monteverdi en z’n tijdgenoten’, bij Paul Esswood en Gerhard Darmstadt.

## Prijzen en onderscheidingen
In 2002 won Mirjam Schreur de derde hoofdprijs in het internationale zangconcours “Debüt in Meran” in Italië.

## Activiteiten
Als operazangeres zong ze de hoofdrol van Orfeo in de opera Orfeo ed Euridice van Christoph Willibald Gluck en de rol van Marcellina in de opera Le Nozze di Figaro van Wolfgang Amadeus Mozart in het stadtheater van Merano te Italië. o.l.v.  Richard Sigmund en Thomas Koncz. In het theater La Bonbonnière te Maastricht bracht ze de rol van Dido in de opera Dido and Aeneas van Henry Purcell. Bij Opera Zuid zong ze de rollen van Beggar-woman en Russian mother in de opera Death in Venice van Benjamin Britten o.l.v. James Lockhart en Mike Ashman.
Als oratoriumzangeres zong ze als soliste bij de Nederlandse Bachvereniging o.l.v. Jos van Veldhoven bij de wereldpremière van Der Tod Jesu van C.E. Graaf  tijdens de Nederlandse Muziekdagen 2007 in Muziekcentrum Vredenburg te Utrecht. Eerder werkte ze als soliste met Jos van Veldhoven in de concertserie "Muziek voor Vorstenhuizen", waarin cantates van Johann Sebastian Bach ten gehore werden gebracht.
In 2006 voerde ze een aantal Matthäus Passionen uit in samenwerking met Philharmonisch Koor Toonkunst Rotterdam onder leiding van Daan Admiraal in de Doelen te Rotterdam.
Met het Noord Nederlands Orkest voerde ze tijdens de passietijd 2007 een concertserie van 6 Matthäus Passionen uit met als dirigent Johannes Leertouwer.
In oktober 2007 heeft ze als soliste meegewerkt aan een tournee door Duitsland en Luxemburg met het Kreuzchor Dresden en de Dresdner Philharmonie o.l.v. Roderich Kreile.
In december 2008 maakte ze haar debuut in het Amsterdamse Concertgebouw met een uitvoering van de Messiah van Georg Friedrich Händel.
Met het Limburgs Symfonie Orkest voerde ze tijdens de passietijd 2011 een concertserie van 4 Matthäus Passionen uit met als dirigent  Paul Goodwin.
In juni 2012 werkte ze mee aan het afscheidsconcert van Ed Spanjaard als chef-dirigent van het Limburgs Symfonie Orkest met twee uitvoeringen van Le martyre de Saint Sébastien van Claude Debussy.
Verder zong ze met orkesten als het Combattimento Consort, Concerto d’Amsterdam, Florilegium Musicum, het Philharmonia Amsterdam, het Randstedelijk Begeleidings Orkest,  het LSO,  het Promenade Orkest, het NNO en  Prima la Musica. Daarmee bracht ze vele oratoria, cantates en missen van Bach, Vivaldi,  Händel, Scarlatti, Pergolesi, Haydn, Mozart, Rossini, Dvorak en Respighi.
In hedendaags repertoire zong ze o.a de wereldpremieres van Cantico Espiritual van Jo van den Booren tijdens Musica Sacra Maastricht en Cantate Domino van Werner Jacob in Neurenberg.